# Silvano Bertini
Silvano Bertini, född 27 mars 1940 i Signa (en förstad till Florens), död 27 juni 2021 i Florens, var en italiensk boxare.
Bertini blev olympisk bronsmedaljör i weltervikt i boxning vid sommarspelen 1964 i Tokyo.